# Ghormeh Sabzi

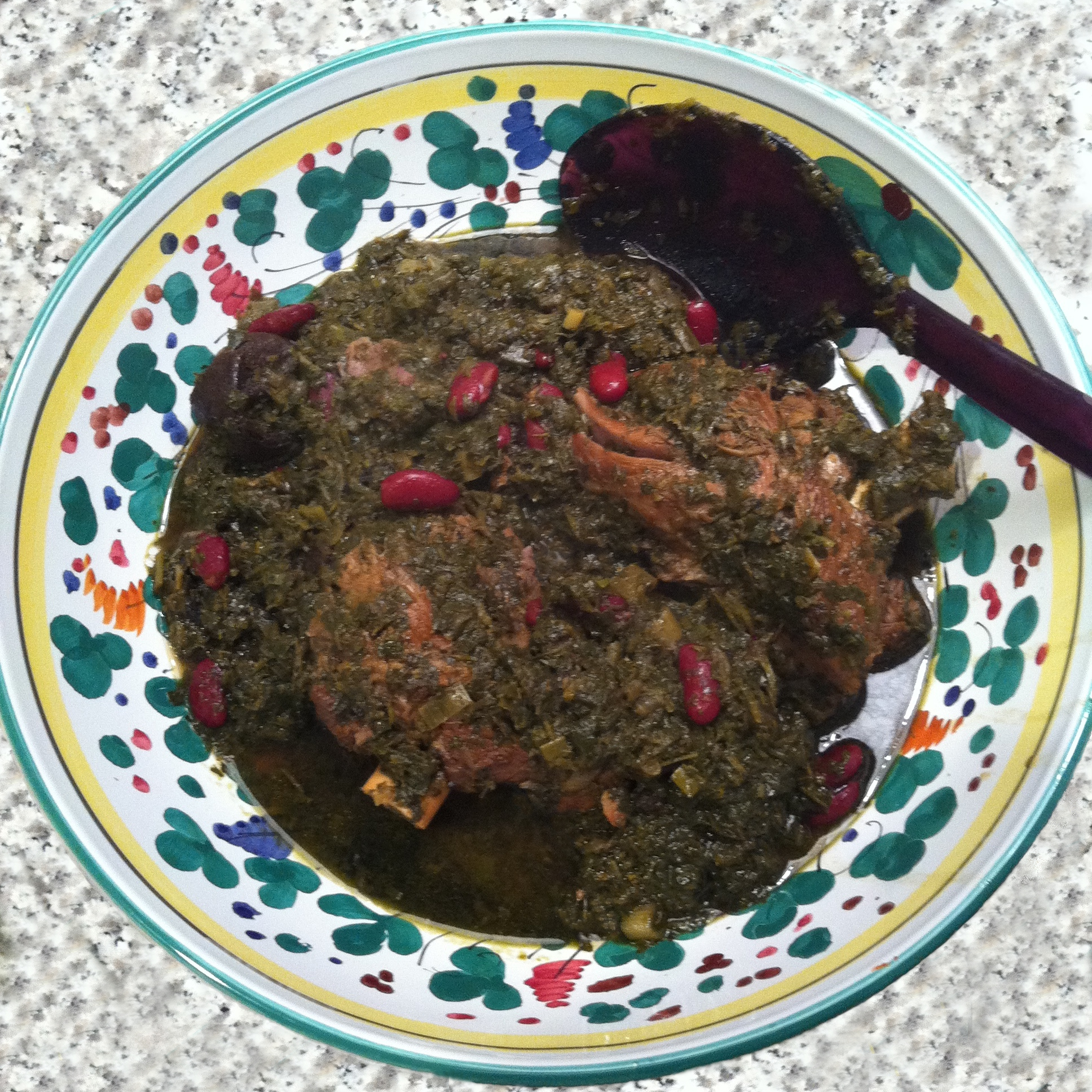
Ghormeh Sabzi

Ghormeh Sabzi (persisch قُرمه‌سبزی) ist ein traditionelles Eintopfgericht der persischen Küche. Der Namensbestandteil ghormeh steht im Persischen für ‚Eintopf‘, sabzi bedeutet ‚Kräuter‘. Es besteht aus drei verschiedenen Hauptkräutern (Petersilie, Bockshornklee und Ackerlauch). Zudem kann man Blattspinat, Dill, Koriander und Schnittlauch hinzugeben. Weiterhin gehören (rote) Bohnen dazu, die über einen längeren Zeitraum in Öl und Wasser gegart werden, bis das Öl an der Wasseroberfläche steht. Weitere Zutaten sind wahlweise Rind-, Hühner- oder vornehmlich Lammfleisch und getrocknete Limetten (persisch limo). Dazu wird Reis oder Tahchin (Reiskuchen) serviert.